# Mîleatîn, Horodok
Mîleatîn (în ucraineană Милятин) este un sat în comuna Dobreanî din raionul Horodok, regiunea Liov, Ucraina.

## Demografie
Componența lingvistică a localității Mîleatîn
     Ucraineană (99,58%)
Conform recensământului din 2001, majoritatea populației localității Mîleatîn era vorbitoare de ucraineană (99,58%), existând în minoritate și vorbitori de alte limbi.